# Nek

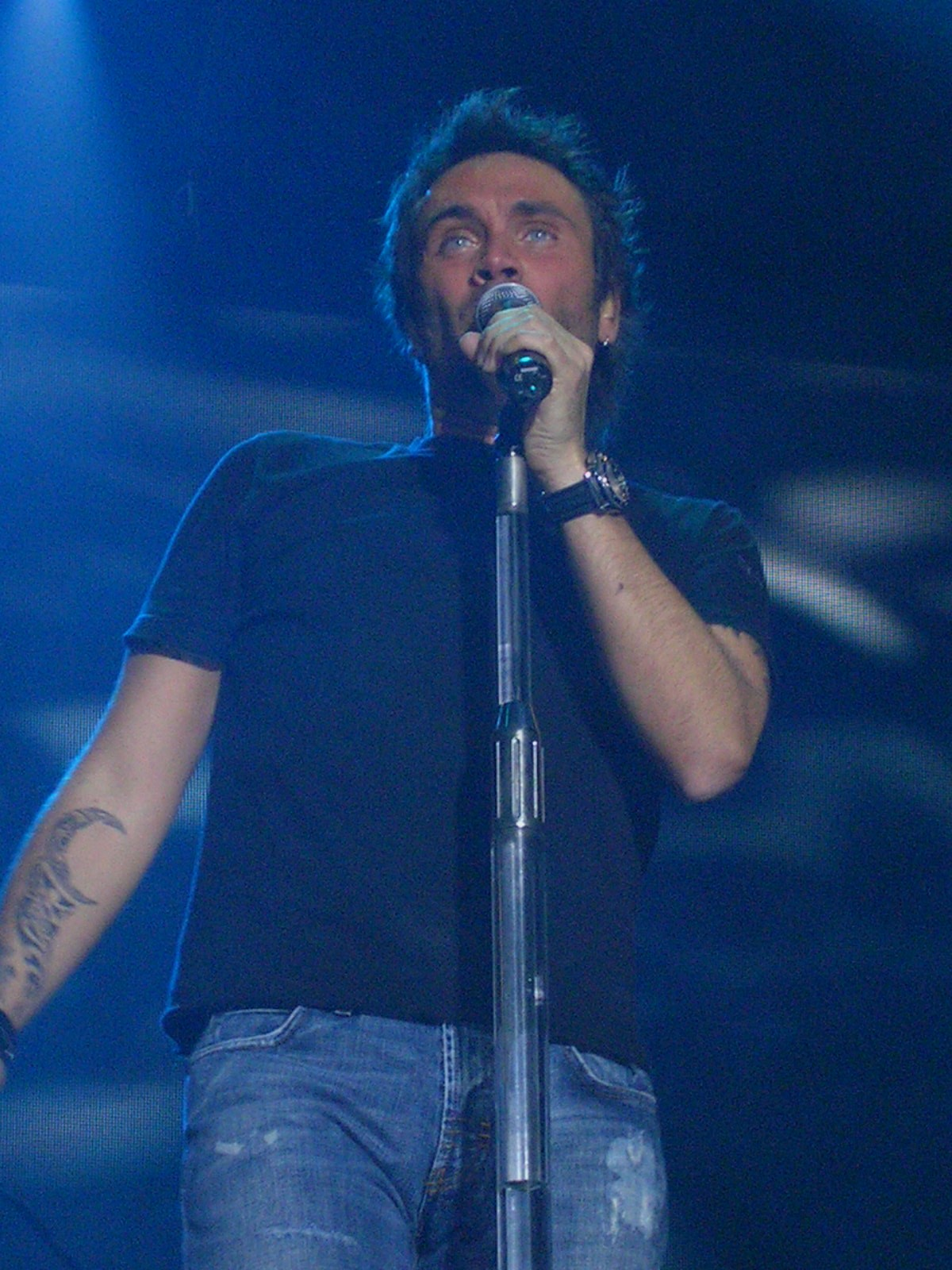
Nek

Nek (* 6. Januar 1972 in Sassuolo, Provinz Modena, als Filippo Neviani) ist ein italienischer Pop-Rock-Musiker, der 1997 mit dem Lied Laura non c’è international bekannt wurde. In einem Interview erklärte Filippo Neviani, dass er sich für diesen Künstlernamen entschieden hat, weil er als Kind davon überzeugt war, dass „Nek“ das Wort sei, das er zu hören meinte, wenn er auf ein Schlagzeug schlug.

## Karriere
Neviani begann mit neun Jahren, Gitarre und Schlagzeug zu spielen. Sein großes musikalisches Vorbild war von Anfang an Sting, wie er später erklärte. Ende der 80er-Jahre spielte er im Country-Duo Winchester und später in der Softrock-Gruppe White Lady, mit der er in Lokalen auftrat und auch ein erstes Demo aufnahm. 1991 erreichte er als Solist beim Festival von Castrocaro mit Io ti vorrei den zweiten Platz. Er unterschrieb einen Plattenvertrag mit Fonit Cetra und veröffentlichte 1992 sein erstes Album Nek, was von da an sein fester Künstlername werden sollte. Beim Sanremo-Festival 1993 präsentierte er das Lied In te, das den dritten Platz in der Newcomer-Kategorie belegte und wegen der Anti-Abtreibungsthematik für Aufsehen und negative Schlagzeilen sorgte; außerdem ging sein Lied Figli di chi beim Festival ins Rennen, gesungen von Mietta. Im Anschluss erschien Neks zweites Album In te, gefolgt 1994 von Calore umano.
Mit dem Produzenten Rolando D’Angeli und einem neuen Plattenvertrag bei WEA veröffentlichte Nek 1996 sein viertes Album Lei, gli amici e tutto il resto. Dieses bedeutete seinen Durchbruch. Mit Laura non c’è nahm er 1997 wieder am Sanremo-Festival teil und belegte den siebten Platz, das Lied konnte auch die Spitze der italienischen Singlecharts erreichen. Es folgten weitere erfolgreiche Singles wie Sei grande, mit der er an Festivalbar teilnahm. Mittlerweile auch im Ausland bekannt (Laura non c’è erwies sich etwa in Frankreich als besonders erfolgreich, 1999 erhielt Nek RSH-Gold), ging Nek auf Welttournee; 1998 erschien das Nachfolgealbum In due, im Jahr 2000 La vita è. Unter WEA nahm Nek seine Alben nun auch stets in einer spanischen Version auf, um sie in Spanien und Südamerika vermarkten zu können, was auch Erfolg zeigte.
Nach dem Album Le cose da difendere (2002), das von Dado Parisini und Alfredo Cerruti produziert wurde, brachte Nek 2003 sein erstes Best-of L’anno zero heraus. 2005 erschien das nächste Studioalbum Una parte di me und mit dem Lied Lascia che io sia gewann Nek in diesem Jahr Festivalbar. Die Single wurde ein Radio- und Verkaufserfolg. 2006 und 2008 folgten die Alben Nella stanza 26 und Un’altra direzione (letzteres erreichte Platz eins der Albumcharts), 2010 erschien das zweite Best-of E da qui, das ein unveröffentlichtes Lied für Neks gerade geborene Tochter enthält. Die Single Congiunzione astrale kündigte 2013 das nächste Studioalbum an, das den Titel Filippo Neviani trug und damit erstmals den bürgerlichen Namen des Sängers verwendete; es war seinem verstorbenen Vater gewidmet.
Ende 2014 wurde Neks Teilnahme am Sanremo-Festival 2015 mit dem Lied Fatti avanti amore angekündigt. Im Wettbewerb erreichte es das Finale und landete auf dem zweiten Platz hinter Il Volos Grande amore, gewann jedoch den Journalistenpreis und den Preis für das beste Arrangement (an Koautor Luca Chiaravalli). Anschließend erschien das Album Prima di parlare, das sich erstmals in Richtung Elektropop bewegte. Ende des Jahres veröffentlichte Nek bei Rizzoli sein erstes Buch Lettera a mia figlia sull’amore. 2016 war der Musiker zusammen mit J-Ax bei der Castingshow Amici di Maria De Filippi tätig, später folgte das Album Unici.
2017 begann Nek ein gemeinsames Projekt mit Max Pezzali und Francesco Renga, aus dem 2018 das gemeinsame Livealbum Max Nek Renga – Il disco hervorging. 2019 kehrte er nach Sanremo zurück, landete mit Mi farò trovare pronto jedoch nur auf dem 19. Platz. Im Anschluss erschien der erste Teil des Albums Il mio gioco preferito, der zweite Teil folgte 2020. Zu seinem 50. Geburtstag veröffentlichte Nek 2022 das Buch A mani nude. Im selben Jahr moderierte er die Show Dalla strada al palco auf Rai 2. 2023 begann er ein neues Projekt zusammen mit Francesco Renga, aus dem das Album Renganek hervorging. Die beiden Sänger werden außerdem gemeinsam am Sanremo-Festival 2024 teilnehmen.

## Privates
Seit 2006 ist Neviani mit Patrizia Vacondio verheiratet und lebt mit seiner Familie in Sassuolo. Bei ihm und seiner Ehefrau wachsen zwei Töchter auf, die gemeinsame Tochter Beatrice (* 2010) sowie Martina (* 1996), die aus einer früheren Beziehung von Patrizia stammt. Neviani ist katholisch.

## Diskografie
Studioalben

| Jahr | Titel Musiklabel                                             | Höchstplatzierung, Gesamtwochen, AuszeichnungChartplatzierungen (Jahr, Titel, Musiklabel, Platzierungen, Wochen, Auszeichnungen, Anmerkungen) | Höchstplatzierung, Gesamtwochen, AuszeichnungChartplatzierungen (Jahr, Titel, Musiklabel, Platzierungen, Wochen, Auszeichnungen, Anmerkungen) | Höchstplatzierung, Gesamtwochen, AuszeichnungChartplatzierungen (Jahr, Titel, Musiklabel, Platzierungen, Wochen, Auszeichnungen, Anmerkungen) | Höchstplatzierung, Gesamtwochen, AuszeichnungChartplatzierungen (Jahr, Titel, Musiklabel, Platzierungen, Wochen, Auszeichnungen, Anmerkungen) | Höchstplatzierung, Gesamtwochen, AuszeichnungChartplatzierungen (Jahr, Titel, Musiklabel, Platzierungen, Wochen, Auszeichnungen, Anmerkungen) | Anmerkungen                                                 |
| Jahr | Titel Musiklabel                                             | IT | DE | AT | CH | ES | Anmerkungen                                                 |
| ---- | ------------------------------------------------------------ | --- | --- | --- | --- | --- | ----------------------------------------------------------- |
| 1992 | Nek Fonit Cetra                                              | — | — | — | — | — | Erstveröffentlichung: 9. September 1992                     |
| 1993 | In te Fonit Cetra                                            | — | — | — | — | — | Erstveröffentlichung: Januar 1993                           |
| 1994 | Calore umano Fonit Cetra                                     | — | — | — | — | — | Erstveröffentlichung: 21. September 1994                    |
| 1996 | Lei, gli amici e tutto il resto / Nek (Laura no está) Warner | IT3 (60 Wo.)IT | DE14 (32 Wo.)DE | AT2 Gold · (22 Wo.)AT | CH24 Platin · (24 Wo.)CH | ES4 ×2Doppelplatin · (30 Wo.)ES | Erstveröffentlichung: 1996 Verkäufe: + 1.000.000            |
| 1998 | In due / Entre tú y yo Warner                                | IT2 (32 Wo.)IT | DE17 (11 Wo.)DE | AT3 (16 Wo.)AT | CH2 Gold · (20 Wo.)CH | ES9 Platin · (8 Wo.)ES | Erstveröffentlichung: 28. März 1998 Verkäufe: + 125.000     |
| 1999 | Nek en Espanol Warner                                        | — | — | — | — | ES— GoldES | Erstveröffentlichung: 1999 Verkäufe: + 50.000               |
| 2000 | La vita è / La vida es Warner                                | IT8 (39 Wo.)IT | DE31 (7 Wo.)DE | AT30 (7 Wo.)AT | CH6 (22 Wo.)CH | ES33 (4 Wo.)ES | Erstveröffentlichung: 2. Juni 2000                          |
| 2002 | Le cose da difendere / Las cosas que defenderé Warner        | IT4 (28 Wo.)IT | DE34 (6 Wo.)DE | AT67 (1 Wo.)AT | CH16 Gold · (17 Wo.)CH | ES48 (1 Wo.)ES | Erstveröffentlichung: 22. März 2002 Verkäufe: + 20.000      |
| 2005 | Una parte di me / Una parte de mí Warner                     | IT3 (53 Wo.)IT | DE75 (1 Wo.)DE | AT46 (3 Wo.)AT | CH3 Gold · (29 Wo.)CH | ES34 (12 Wo.)ES | Erstveröffentlichung: 13. März 2005 Verkäufe: + 20.000      |
| 2006 | Nella stanza 26 / En el cuarto 26 Warner                     | IT5 (39 Wo.)IT | — | — | CH5 (18 Wo.)CH | ES56 (2 Wo.)ES | Erstveröffentlichung: 17. November 2006                     |
| 2009 | Un’altra direzione / Nuevas direcciones Warner               | IT1 Platin · (32 Wo.)IT | — | — | CH3 (18 Wo.)CH | ES25 (7 Wo.)ES | Erstveröffentlichung: 30. Januar 2009 Verkäufe: + 70.000    |
| 2013 | Filippo Neviani / Filippo Neviani Warner                     | IT2 (27 Wo.)IT | — | — | CH16 (9 Wo.)CH | ES30 (4 Wo.)ES | Erstveröffentlichung: 16. April 2013                        |
| 2015 | Prima di parlare / Antes de que hables Warner                | IT3 Platin · (37 Wo.)IT | — | — | CH14 (11 Wo.)CH | ES75 (2 Wo.)ES | Erstveröffentlichung: 3. März 2015 Verkäufe: + 50.000       |
| 2016 | Unici / Unicos Warner                                        | IT2 Gold · (36 Wo.)IT | — | — | CH22 (1 Wo.)CH | ES90 (1 Wo.)ES | Erstveröffentlichung: 14. Oktober 2016 Verkäufe: + 25.000   |
| 2019 | Il mio gioco preferito: Parte prima Warner                   | IT3 (5 Wo.)IT | — | — | CH27 (1 Wo.)CH | — | Erstveröffentlichung: 10. März 2019                         |
| 2020 | Il mio gioco preferito: Parte seconda Warner                 | IT3 (3 Wo.)IT | — | — | CH25 (1 Wo.)CH | — | Erstveröffentlichung: 29. März 2020                         |
| 2023 | Renganek Warner                                              | IT11 (2 Wo.)IT | — | — | — | — | Erstveröffentlichung: 8. September 2023 mit Francesco Renga |

grau schraffiert: keine Chartdaten aus diesem Jahr verfügbar

## Bibliografie
- Nek / Filippo Neviani: Lettera a mia figlia sull’amore. Rizzoli, 2015, ISBN 978-88-17-08444-4.
- Nek / Filippo Neviani: A mani nude. HarperCollins, 2022, ISBN 979-1-25985038-6.